# Satyrium princeps
Satyrium princeps är en orkidéart som beskrevs av Harry Bolus. Satyrium princeps ingår i släktet Satyrium och familjen orkidéer. Inga underarter finns listade i Catalogue of Life.